# Уланок
Уланок је руско село у Курској области. 2021. године је имало 498 становника.

## Етимологија
Постоје две главне верзије порекла имена села Уланок. Према првој верзији, име села је дато у част улана, чији је пук дуго времена био стациониран на њеној територији. Према другој верзији, име је украјинског порекла (село су основали украјински козаци) и значи „село поред поља“ (лан - њива, кукурузиште, ораница).

## Физичко-географска карактеристика

### Географски положај
Село се налази на југозападу Централне руске висије. Површина села Уланок је брдовита равница чији пад иде ка југу, а успон ка северу. Јужно од села река Псел тече уз плавну равницу реке. На југозападној периферији села налази се тресетиште иза које почиње шума. На северу и североистоку налази се железничка пруга која прелази поље. На истоку се налази непрекидна шумска област (мешовита шума - Маховшчина).

### Клима
Клима села је умерено континентална. На климатске услове значајно утичу западни ветрови Атлантског океана, које доносе зимске снежне падавине, праћене топљењем, а лети праћене кишом, расхлађивање летње врућине. Ефекат хлађења Арктичког океана такође утиче на ову област, што доводи до ведрог, мразног времена зими и хладног времена лети. Количина падавина је 650-700 милиметара годишње. Пролеће карактерише брзо отапање снега, влажно је и хладно. Јесен је обично кишна, али може бити и сува и топла, што је чини погодном за бербу.
| Температура |        |        |         |         |         |          |          |          |          |         |         |          |
|             | −3,5−8 | −2,3−8 | 3,8−3,9 | 13,63,3 | 19,99,6 | 23,213,6 | 25,716,3 | 25,115,4 | 18,710,2 | 11,14,4 | 3,9−0,6 | −0,6−4,8 |
|             | јан    | феб    | мар     | апр     | мај     | јун      | јул      | авг      | сеп      | окт     | нов     | дец      |

| Падавине |     |     |     |     |     |     |     |     |     |     |     |     |
|          | 51  | 43  | 48  | 49  | 62  | 67  | 71  | 51  | 55  | 55  | 46  | 49  |
|          | јан | феб | мар | апр | мај | јун | јул | авг | сеп | окт | нов | дец |

| Температура |        |        |         |         |         |          |          |          |          |         |         |          |
|             | −3,5−8 | −2,3−8 | 3,8−3,9 | 13,63,3 | 19,99,6 | 23,213,6 | 25,716,3 | 25,115,4 | 18,710,2 | 11,14,4 | 3,9−0,6 | −0,6−4,8 |
|             | јан    | феб    | мар     | апр     | мај     | јун      | јул      | авг      | сеп      | окт     | нов     | дец      |

| Падавине |     |     |     |     |     |     |     |     |     |     |     |     |
|          | 51  | 43  | 48  | 49  | 62  | 67  | 71  | 51  | 55  | 55  | 46  | 49  |
|          | јан | феб | мар | апр | мај | јун | јул | авг | сеп | окт | нов | дец |

### Вегетација
Село Уланок се налази у лесостепској зони, међутим, природна вегетација до данас није сачувана. Главни део територије је оран, а шума и грмље остају само на местима неподесним за орање. по речним долинама, по обронцима јаруга. Подручјем доминирају храст, јасен, брест, јавор, липа, јасика, бреза, топола, јова, леска формира подраст, сремза. Већина пешчаних површина је засађена од борова и жути багрем. У околини села, повремено се налази бели багрем и еуонимус. Врба расте дуж обала реке Псел. На нетакнутим ливадама расту детелина, тимотска трава, луцерка, фестуца и камилица.

## Демографија
| Година       | 2002 | 2010 | 2012 | 2013 | 2014 | 2015 | 2016 | 2017 | 2018 | 2019 | 2020 | 2021 |
| ------------ | ---- | ---- | ---- | ---- | ---- | ---- | ---- | ---- | ---- | ---- | ---- | ---- |
| Становништво | 616  | 502  | 507  | 502  | 499  | 489  | 498  | 516  | 537  | 536  | 499  | 498  |

Становништво Уланока је 502 људи (од 1. јануара 2012. године).

## Превоз
Уланок се налази 11 км од регионалног аутопута 38К-004 (Дјаконово — Суџа — граница са Украјину, на аутопуту 38К-028 (Обојањ — Суџа), на међуопштинском аутопуту 38Н-515 (38К-028 — Махновка — Плехово — Уланок), 4,5 км од аутопута 38Н-518 (38К-028 — Руска Конопељка), 4 км од аутопута 38Н-521 (38К-028 — Черкасская Конопелька), 3 км од најближе железничке станице Конопељки (линија Љгов I — Подкосиљев). Станица јавног превоза.